# Mistrovství světa ve fotbale amputovaných
Mistrovství světa ve fotbale amputovaných (anglicky Amputee Football World Cup) je mezinárodní turnaj, který je pořádán každé čtyři roky. První ročník se odehrál v roce 1984. Nejvíce titulů má Rusko (5).

## Turnaje
Zdroj:
| #  | Ročník | Hostitel       | Počet týmů | 1. místo   | 2. místo   | 3. místo               | 4. místo   |
| 1  | 1984   | Seattle        |            |            |            |                        |            |
| 2  | 1987   | Seattle        |            | Salvador   |            |                        |            |
| 3  | 1988   | Seattle        |            | Anglie     | Salvador   | Spojené státy americké |            |
| 4  | 1989   | Seattle        |            | Anglie     | Brazílie   | Rusko                  |            |
| 5  | 1991   | Taškent        |            | Rusko      | Anglie     | Uzbekistán             |            |
| 6  | 1998   | Manchester     |            | Rusko      | Uzbekistán | Brazílie               |            |
| 7  | 2000   | Seattle        |            | Brazílie   | Rusko      | Ukrajina               |            |
| 8  | 2001   | Rio de Janeiro |            | Brazílie   | Rusko      | Anglie                 |            |
| 9  | 2002   | Soči           |            | Rusko      | Brazílie   | Uzbekistán             |            |
| 10 | 2003   | Taškent        | 4          | Rusko      | Ukrajina   | Brazílie               | Uzbekistán |
| 11 | 2005   | Rio de Janeiro | 6          | Brazílie   | Rusko      | Anglie                 | Ukrajina   |
| 12 | 2007   | Antalya        | 10         | Uzbekistán | Rusko      | Turecko                |            |
| 13 | 2010   | Crespo         |            | Uzbekistán | Argentina  | Turecko                | Rusko      |
| 14 | 2012   | Kaliningrad    | 12         | Uzbekistán | Rusko      | Turecko                | Argentina  |
| 15 | 2014   | Culiacán       | 23         | Rusko      | Angola     | Turecko                | Polsko     |
| 16 | 2018   | Guadalajara    |            | Angola     | Turecko    | Brazílie               | Mexiko     |
| 17 | 2022   | Istanbul       | 24         | Turecko    | Angola     | Uzbekistán             | Haiti      |
| 18 | 2026   | San José       |            |            |            |                        |            |